# Feldobott kő
Feldobott kő é um filme de drama húngaro de 1969 dirigido e escrito por Sándor Sára. Foi selecionado como representante da Hungria à edição do Oscar Sándor Sára, organizada pela Academia de Artes e Ciências Cinematográficas.

## Elenco
- Lajos Balázsovits - Pásztor Balázs
- Nadesda Kazassian - Irini
- Todor Todorov - Iliasz
- László Bánhidi - János bácsi
- István Iglódi - Halmos Jancsi
- Tibor Molnár - Kerék András
- Katalin Berek - mãe de Balázs
- Ferenc Jónás
- Ferenc Némethy - Gönczi
- József Bihari - avô de Balázs
- János K. Szabó
- Lajos Öze - professor
- Arisztea Dini
- János Koltai - Inspetor
- János Pásztor